# أليشا ليمان
أليشا ديبورا ليمان (مواليد 21 يناير 1999) هي لاعبة كرة قدم سويسرية تلعب في مركز المهاجم في نادي يوفنتوس لكرة القدم للسيدات ومنتخب سويسرا منذ عام 2017. كما سبق له اللعب مع نادي بيرنر الرياضي يونج بويز للسيدات من الدوري السويسري الممتاز للسيدات، ولفريق وست هام يونايتد للسيدات من الدوري الإنجليزي الممتاز للسيدات وعلى سبيل الإعارة مع نادي إيفرتون للسيدات.

## مسيرتها الكروية

### نادي بي إس سي واي بي فراون
بعد أن بدأت مسيرتها الكروية في التاسعة من عمرها مع نادي إف سي كونولفينجن، حيث لعبت من عام 2008 إلى عام 2011، انضمت ليمان إلى فريق بي إس سي واي بي تحت 14 عامًا وهي في الثانية عشرة من عمرها. كما تدربت مع فرق الأولاد من تحت 13 إلى 15 عامًا ثلاث مرات أسبوعيًا، وشاركت في مباراتين مع فرق الناشئين.
بدأت ليمان مسيرتها الاحترافية مع نادي بيرنر الرياضي للشباب للسيدات السويسري في السابعة عشرة من عمرها. في موسمها الأول سجلت ثلاثية في مباراة الفريق ضد نادي إف سي ستاد. كانت هدافة فريقها في ذلك الموسم بتسعة أهداف. واصلت تسجيل 25 هدفًا في 52 مباراة بالدوري خلال فترة وجودها في النادي.

### وست هام يونايتد
تعاقد نادي وست هام يونايتد، الصاعد إلى دوري السوبر للسيدات، مع ليمان من نادي بي إس سي واي بي فراون في أغسطس 2018. وأفادت التقارير أن مدرب وست هام مات بيرد، قد أعجب بأداء ليمان في بطولة أوروبا تحت 19 عامًا 2018، التي استضافتها سويسرا. في 20 فبراير 2019 سجلت ليمان كلا الهدفين في المباراة التي انتهت بفوز وست هام يونايتد بنتيجة 2-1 على ريدينغ أنهى وست هام سلسلة هزائمه في الدوري السوبر للسيدات التي استمرت لثلاث مباريات، عندما سجلت أليشا ليمان هدفين لتساعدهم بالفوز على ريدينج. مدد وست هام في أبريل 2019 عقد ليمان بعد أن سجلت تسعة أهداف في 30 مباراة في جميع المسابقات، وساعدت النادي في الوصول إلى نهائي كأس الاتحاد الإنجليزي بتسجيلها هدف التعادل في مباراة نصف النهائي ضد ريدينغ في 14 أبريل 2019.
في 3 نوفمبر 2019، سجلت ليمان في الدقيقة 75 ضد ريدينغ في فوز 1-0 ساعد فريقها على التقدم إلى مرحلة خروج المغلوب من كأس كونتي 2019-20. في 19 يناير 2020، عندما كان وست هام متأخرًا 1-0 أمام برايتون، سجلت ليمان هدفين في الدقيقتين 80 و83 لتمنح فريقها الفوز 2-1. تم ترشيحها لجائزة أفضل لاعبة شابة في الدوري الممتاز من بي بي سي لموسم 2019-20.

### إيفرتون
في 27 يناير 2021، أُعلن عن انتقال ليمان إلى نادي إيفرتون لكرة القدم (سيدات) على سبيل الإعارة. حتى نهاية الموسم. حصلت على أول بداية لها مع الفريق في 14 فبراير ضد ريدينغ. سجلت هدفها الأول في 11 مارس ضد برمنغهام سيتي.

### أستون فيلا
انضمت ليمان بعد ذلك إلى أستون فيلا لموسم 2021-22. وسجلت أول هدفين لها مع أستون فيلا في 2 ديسمبر 2021 ضد نادي سندرلاند لكرة القدم للسيدات. وفي المباراة ضد نادي ليستر سيتي لكرة القدم للسيدات في 23 يناير 2023، كانت النتيجة 1-1 حتى سجلت ليمان هدف الفوز في الدقيقة 93. واختيرت كأفضل لاعبة في الموسم من جماهير النادي لموسم 2021-22.
في يوليو 2022، وقعت على تمديد عقد لمدة عام واحد مع أستون فيلا لموسم 2022-23، بعد أن شاركت في 23 مباراة وسجلت أربعة أهداف خلال موسمها الأول مع النادي. في 26 مارس 2023، سجلت هدفين وصنعت هدفًا واحدًا في فوز أستون فيلا 5-0 على ليستر سيتي. في هذه المباراة، أكملت ليمان مراوغاتها بنسبة 100% وحصلت على جائزة أفضل لاعبة في المباراة. في نهاية موسم 2022-23، وبعد أن شاركت في 54 مباراة مع أستون فيلا، مددت ليمان عقدها حتى يونيو 2026، مع خيار التمديد لعام آخر بعد ذلك التاريخ. في المباراة الأخيرة لموسم 2023-24، خارج أرضها سجلت ليمان هدفًا الفوز 1-0 على نادي برايتون آند هوف ألبيون لكرة القدم للسيدات وحصلت على جائزة أفضل لاعبة في المباراة.

### يوفنتوس
في 6 يوليو 2024، انضمت ليمان إلى نادي يوفنتوس الإيطالي بتوقيع عقد حتى عام 2027. وسجلت هدفها الأول مع النادي في المباراة الافتتاحية لموسم الدوري الإيطالي 2024-25 ضد نادي ساسولو الرياضي للسيدات.

## مسيرتها الدولية

### منتخب سويسرا للشباب
شاركت ليمان لأول مرة مع منتخب سويسرا تحت 17 عامًا في 11 أبريل 2015، وتمكن من هزيمة صربيا بنتيجة 8–1 خلال الجولة التأهيلية لبطولة أوروبا تحت 17 عامًا 2015. وسجلت هدفها الأول بعد خمسة أيام، لتحسم النتيجة لصالح منتخب فنلندا لكرة القدم للسيدات تحت 17 عامًا بنتيجة 4-0 في الدقيقة 61. في البطولة النهائية، شاركت في خمس مباريات من أصل ست. وسجلت هدف الفوز 1-0 على منتخب جمهورية أيرلندا لكرة القدم للسيدات تحت 17 عامًا، وساعدت فريقها على احتلال المركز الأول في مجموعته. وصلت سويسرا إلى النهائي لكنها خسرت بنتيجة 5-2 أمام إسبانيا.
تم استدعاء ليمان من قبل مونيكا دي فونزو لـ تصفيات بطولة أوروبا تحت 17 عامًا 2016، حيث لعبت جميع مباريات المرحلة التمهيدية الثلاث، وسجلت ضد كل من صربيا وليتوانيا، وجميع مباريات المرحلة النخبوية الثلاث التالية، حيث تم إقصاء سويسرا. اختارتها المدربة نورا هوبتل للمشاركة في تصفيات بطولة أوروبا تحت 19 عامًا 2017، وشاركت ليمان لأول مرة مع منتخبها الوطني تحت 19 سنة في 18 أكتوبر 2016 ضد إستونيا، وسجلت هدفها الأول في تلك المباراة. ثم سجلت ليمان ثلاثية في المباراة التالية ضد منتخب كرواتيا، وثالثة أخرى في مباراة التعادل 3-3 مع منتخب التشيك. شاركت في جميع المباريات المتبقية من مرحلة النخبة، لكن سويسرا لم تتأهل.
في بطولة أوروبا تحت 19 سنة 2018 التي أقيمت على أرض سويسرا في يوليو 2018، سجلت ليمان هدف التعادل في الدقيقة 80 لتصبح النتيجة 2-2 ضد منتخب فرنسا لكرة القدم للسيدات تحت 19 سنة. بعد الخسارة 2-0 أمام إسبانيا، سجلت مرة أخرى في فوز 3-1 على النرويج. بعد فوز وتعادل وخسارة، انسحب السويسري من الدور التمهيدي. أما ليمان، فقد شارك في المباريات الثلاث جميعها.

## منتخب سويسرا
شاركت ليمان، لاعبة الفريق الأول، لأول مرة مع منتخب سويسرا الأول في 22 أكتوبر 2017 في مباراة ودية ضد اليابان، حيث دخلت بديلةً عن اللاعبة إيسوسا أيغبوغون في الدقيقة 55 من الشوط الثاني. سجلت هدفها الدولي الأول في 2 مارس 2018 ضد منتخب فنلندا لكرة القدم للسيدات في كأس قبرص للسيدات 2018. لعبت أول مباراة دولية رسمية لها في 5 أبريل 2018 في المباراة التي انتهت بفوز منتخب سويسرا بنتيجة 1-0 على اسكتلندا للتأهل إلى كأس العالم للسيدات 2019. في مايو 2019، تعرضت لإصابة في الكاحل خلال معسكر تدريبي وطني وخضعت لعملية جراحية.
كانت ليمان جزءًا من الفريق الذي تأهل لبطولة أمم أوروبا للسيدات 2022. سجلت هدفًا في الفوز لمنتخب سويسرا بنتيجة 2-1 على منتخب بلجيكا لكرة القدم للسيدات. في المباراة النهائية الحاسمة لسويسرا، ساعدت ليمان فريقها في التأهل إلى بطولة أوروبا خلال ركلات الترجيح ضد جمهورية التشيك عندما سددت الكرة في مركز الرمية الثالثة ونجحت في تسجيل التعادل 1-1. لم تكن متاحة للمشاركة في بطولة أمم أوروبا للسيدات 2022 لأنها شعرت أنها لم تكن "جاهزة ذهنيًا" للمشاركة في البطولة. في 3 يوليو 2023، تم اختيارها للمشاركة في كأس العالم للسيدات 2023. شاركت في مباراتين من أصل ثلاث مباريات في دور المجموعات، ودخلت بديلة في المرتين. أُقصي منتخب سويسرا من قبل منتخب إسبانيا في دور الستة عشر.

## حياتها الشخصية
عرفت سابقًا بأنها مثلية. كانت تواعد زميلتها في المنتخب السويسري رامونا باخمان. في عام 2019، ظهرت ليمان في مسلسل "أصغر مدربة كرة قدم بريطانية" على قناة بي بي سي ثري مع صديقتها آنذاك رامونا. وانفصالهما في عام 2022، اعتبارًا من يونيو 2024، كانت ليمان على علاقة مع لاعب خط وسط يوفنتوس البرازيلي دوغلاس لويز. في 2 مايو 2025، انفصل الثنائي عن بعضهما البعض. اعتبارًا من 29 ديسمبر 2023، تجاوز حسابها أكثر من 16 مليون متابع على إنستغرام، مما يجعلها لاعبة كرة القدم الأكثر متابعة في العالم.

### إحصائية النادي
| النادي               | الموسم  | الدوري                  | الدوري | الدوري | الكأس الوطنية | الكأس الوطنية | كأس الدوري | كأس الدوري | البطولات القارية | البطولات القارية | أخرى | أخرى  | الإجمالي | الإجمالي |
| النادي               | الموسم  | الدوري                  | لعب    | أهداف  | لعب           | أهداف         | لعب        | أهداف      | لعب              | أهداف            | لعب  | أهداف | لعب      | أهداف    |
| -------------------- | ------- | ----------------------- | ------ | ------ | ------------- | ------------- | ---------- | ---------- | ---------------- | ---------------- | ---- | ----- | -------- | -------- |
| بيرنر                | 2015–16 | الدوري الوطني أ         | 6      | 1      | 0             | 0             | —          | —          | —                | —                | 6    | 5     | 12       | 6        |
| بيرنر                | 2016–17 | الدوري الوطني أ         | 18     | 8      | 5             | 7             | —          | —          | —                | —                | 5    | 1     | 28       | 16       |
| بيرنر                | 2017–18 | الدوري الوطني أ         | 28     | 16     | 3             | 7             | —          | —          | —                | —                | —    | —     | 31       | 23       |
| بيرنر                | المجموع | المجموع                 | 52     | 25     | 8             | 14            | 0          | 0          | 0                | 0                | 11   | 6     | 71       | 45       |
| وست هام يونايتد      | 2018–19 | الدوري السوبر للسيدات   | 20     | 6      | 5             | 2             | 5          | 1          | —                | —                | —    | —     | 30       | 9        |
| وست هام يونايتد      | 2019–20 | الدوري السوبر للسيدات   | 13     | 3      | 1             | 0             | 4          | 1          | —                | —                | —    | —     | 18       | 4        |
| وست هام يونايتد      | 2020–21 | الدوري السوبر للسيدات   | 9      | 0      | 0             | 0             | 2          | 1          | —                | —                | —    | —     | 11       | 1        |
| وست هام يونايتد      | المجموع | المجموع                 | 42     | 9      | 6             | 2             | 11         | 3          | 0                | 0                | 0    | 0     | 59       | 14       |
| إيفرتون (فترة إعارة) | 2020–21 | الدوري السوبر للسيدات   | 8      | 1      | 1             | 0             | 0          | 0          | —                | —                | —    | —     | 9        | 1        |
| أستون فيلا           | 2021–22 | الدوري السوبر للسيدات   | 21     | 2      | 0             | 0             | 2          | 2          | —                | —                | —    | —     | 23       | 4        |
| أستون فيلا           | 2022–23 | الدوري السوبر للسيدات   | 22     | 5      | 4             | 1             | 5          | 0          | —                | —                | —    | —     | 31       | 6        |
| أستون فيلا           | 2023–24 | الدوري السوبر للسيدات   | 15     | 2      | 1             | 0             | 5          | 2          | —                | —                | —    | —     | 21       | 4        |
| أستون فيلا           | المجموع | المجموع                 | 58     | 9      | 5             | 1             | 12         | 4          | 0                | 0                | 0    | 0     | 75       | 14       |
| يوفنتوس              | 2024–25 | الدوري الإيطالي للسيدات | 16     | 2      | 4             | 0             | —          | —          | 2                | 0                | 0    | 0     | 22       | 2        |
| إجمالي               | إجمالي  | إجمالي                  | 176    | 46     | 24            | 17            | 23         | 7          | 2                | 0                | 13   | 6     | 236      | 76       |

 آخر تحديث لعبت المباراة في 25 أبريل 2025.
ملاحظات
1. ↑  تشمل كأس سويسرا للسيدات، كأس الاتحاد الإنجليزي للسيدات، كأس إيطاليا (سيدات)
2. ↑  تشمل كأس دوري الاتحاد الإنجليزي للسيدات
3. ↑  تشمل دوري أبطال أوروبا للسيدات
4. ↑  تشمل الدوري الوطني أ - الدور النهائي

## الإنجازات
وست هام يونايتد
- كأس الاتحاد الإنجليزي: 2018-19 (المركز الثاني)[58]

يوفنتوس
- الدوري الإيطالي: 2024-25[59]
- كأس إيطاليا: 2024-25

منتخب سويسرا تحت 17 عامًا
- بطولة أوروبا للسيدات تحت 17 عامًا: 2015 (المركز الثاني)[60]

## روابط خارجية
- أليشا ليمان على موقع الاتحاد الأوربي (الإنجليزية)
- أليشا ليمان على موقع قاعدة بيانات كرة القدم.إي يو (الإنجليزية)
- أليشا ليمان على موقع ليكيب (الفرنسية)
- أليشا ليمان على موقع Soccerway.com (الإنجليزية)
- أليشا ليمان على موقع عالم كرة القدم.نت (الإنجليزية)